# Eichsfeld-Schwelle
Die Eichsfeld-Schwelle ist der südliche Teil des paläogeographischen Hebungsgebietes der Eichsfeld-Altmark-Schwelle zwischen der Thüringer Senke im Osten und der Hessischen Senke im Westen südlich des Harzes bis nach Westthüringen hinein.
Die in NNE-SSW streichende Hebungsstruktur am Westrand des Thüringer Beckens entstand vor über 250 Millionen Jahren während des Jungpaläozoikums und der anschließenden Trias und wurde wiederholt als Abtragungsgebiet bzw. als Flachwasserbereich wirksam. Die Schwelle hatte eine Breite zwischen 10 und 20 Kilometern und überragte das umgebende Terrain um mehrere hundert Meter.

## Die Eichsfeld-Schwelle im Südharzgebiet
Einen besonderen Abschnitt nimmt dabei die Region südlich des Harzes zwischen Bad Lauterberg und Bad Sachsa ein. Weite Teile Mitteleuropas wurden in der Zeit des Zechstein überflutet. Die Schwelle zwischen der Thüringer Senke und der Weser-Senke wurde zu einer Untiefenzone mit zahlreichen Inseln und der Ausbildung von Riffen. Noch heute sind Reste dieser geologischen Strukturen als Felsformationen zu erkennen:
- Eulenstein (ca. 410 m) bei Osterhagen
- Westersteine (385 m) zwischen Barbis und Bartolfelde
- Römerstein (345 m) bei Steina.

Seit der Festlandbildung blieb die Eichsfeld-(Oberharz-)Schwelle eine Hochlage und bildet seitdem die Elbe-Weser-Wasserscheide zwischen den Einzugsgebieten der Helme-Unstrut und der Oder-Rhume. Darüber hinaus bildete sie die Grenze zwischen den Thüringischen und Sächsischen Territorialgebieten und dem mitteldeutsch-thüringischen und niederdeutschen Dialekt. Klimatisch liegt sie im Übergangsgebiet vom atlantisch zum kontinental geprägten Klimaraum.